# KK Zlatorog Laško
KK Zlatorog Laško (Košarkaški Klub Zlatorog Laško) is een basketbalclub uit Laško, Slovenië. Zlatorog Laško komt uit in de  Slovenian League en de ABA League.

## Geschiedenis
Zlatorog Laško werd opgericht in 1969 als KK Laško. In 1972 veranderde de naam in KK Zlatorog. In 1994 veranderde de naam in KK Pivovarna Laško en in 2006 in de huidige naam KK Zlatorog Laško. 
Na het uiteenvallen van Joegoslavië werd Zlatorog Laško vier keer tweede om het Landskampioenschap van Slovenië in 1999, 2000, 2004 en 2016. Ze werden één keer Bekerwinnaar van Slovenië in 2004. Ook won Zlatorog Laško één keer de Alpe Adria Cup in 2018. In 2002 haalde Zlatorog Laško de halve finale van de Korać Cup. Ze verloren van SLUC Nancy Basket uit Frankrijk over twee wedstrijden met een totaalscore van 152–172.

## Verschillende namen
- KK Laško (1969–1972)
- KK Zlatorog (1972–1994)
- KK Pivovarna Laško (1994–2006)
- KK Zlatorog Laško (2006–heden)

## Erelijst
- Landskampioen Slovenië:
  - Runner-up: 1998–99, 1999–00, 2003–04, 2015–16
- Bekerwinnaar Slovenië: 1
  - Winnaar: 2004
  - Runner-up: 1998, 1999, 2000, 2005, 2006, 2010, 2015
- Supercup Slovenië:
  - Runner-up: 2004, 2005
- Alpe Adria Cup: 1
  - Winnaar: 2018
  - Runner-up: 2016
- Korać Cup:
  - Halve finale: 2002

## Bekende (oud)-spelers
- Sani Bečirović
- Mileta Lisica